# Pour mon père
Pour mon père (hébreu סוף שבוע בתל אביב (Sof Shavua B'Tel Aviv) : Week-end à Tel-Aviv, titre alternatif hébreu Shabat Shalom Maradona (Bon chabbat, Maradona), titre allemand :  Alles für meinen Vater, titre anglais : For my father), est un film israélo-allemand de Dror Zahavi sorti en 2008 en Israël. Le film a été diffusé le 15 février 2013 sur Arte.

## Synopsis
Tarek, un jeune Palestinien de Tulkarem, arrive un vendredi matin au marché principal de Tel Aviv, bondé à cette heure, pour y commettre un attentat-suicide. L’interrupteur n’ayant pas fonctionné, il se retrouve dans la vieille ville de Tel Aviv, où il tombe sur un vieil électricien, Katz. Compte tenu du repos du shabbat, celui-ci ne pourra lui fournir la même pièce, qu’il doit commander, que le dimanche matin.
Pendant ces deux jours d’attente, Tarek se lie d’amitié avec Katz et son épouse Zipora, qu’il sauve d’une tentative de suicide par le gaz. D’origine roumaine (Zipora prépare un mămăligă pour le dîner), ceux-ci ont perdu leur fils soldat à la suite d'une erreur du commandement et ne s’en sont jamais remis.
Il éprouve également un amour réciproque pour leur jeune voisine Keren, qui tient une petite boutique et s’est enfuie pour échapper à sa famille ultra-orthodoxe, et qu’il sauve d’une agression nocturne par de jeunes juifs ultra-orthodoxes qui l’avaient retrouvée.
On apprend que, jeune garçon jouant au football (d'où son surnom de Maradona), Tarek a été remarqué par Saleh, un célèbre commentateur sportif arabe qui l’a fait inscrire au club  Maccabi de Nazareth, où son père, Ali, le conduisait chaque jour. Mais, à la suite de la seconde Intifada, les conditions se sont durcies avec les attentes et les humiliations aux checkpoints israéliens. Tarek voulait lâcher le football, mais son père insistait.
Quand Ali a obtenu une autorisation de circuler d’un an auprès des autorités israéliennes, la suspicion à son égard a grandi autour de lui sur sa possible collaboration avec les Israéliens, jusqu’à son agression il y a un an par un groupe armé, le Tanzim, depuis laquelle il n’a plus quitté son lit. Désireux de laver l’honneur de son père, Tarek est entré en contact avec le Tanzim qui l’a chargé de l’attentat-suicide.
Le week-end est ponctué d’appels téléphoniques entre Tarek et sa mère et avec  les responsables du Tanzim, qui peuvent le faire exploser à distance. Le samedi, Tarek rencontre également Saleh, venu faire faire une réparation chez Katz, et qui lui propose d’arranger ses affaires.
Le dimanche matin, le nouvel interrupteur est arrivé. Quelle décision va prendre Tarek ?

## Distribution
- Shredy Jabarin : Tarek (comme Shredi Jabarin)
- Hili Yalon : Keren
- Shlomo Vishinsky : Katz
- Jony Arbid : Abed
- Shadi Fahr-Al-Din : Salim
- Rosina Kambus : Zipora
- Oren Yadger : Shaul
- Dina Golan : Sara
- Chaim Banai : Rehavia
- Michael Moshonov : Shlomi
- Amir Yerushalmi : Avinoam
- Khawlah Hag-Debsy : Fatma, la mère de Tarek
- Avital Pasternak : Adina
- Adel Abou Raya : Ali
- Yussuf Abu-Warda : Saleh